# 1914 en Norvège
Chronologie de la Norvège
- 1910
- 1911
- 1912
- 1913
- 1914
- 1915
- 1916
- 1917
- 1918

Cet article présente les faits marquants de l'année 1914 en Norvège ou relatifs à la Norvège.

## Gouvernance
- Haakon VII est roi de Norvège.
- Gunnar Knudsen dirige le gouvernement  .

## Événements
- 3 août : la Suède déclare sa neutralité puis signe le 8 août un accord avec le Danemark et la Norvège pour la préserver et protéger les intérêts économiques communs des pays scandinaves[1].

## Naissances
- Naissance en Norvège en 1914

## Décès
- Décès en Norvège en 1914